# USS Ticonderoga (CV-14)
«Тикондерога» (англ. USS Ticonderoga (CV/CVA/CVS-14)) — американский авианосец типа «Эссекс» времён Второй мировой войны. При закладке корабль получил имя «Хэнкок» (англ. «Hancock»), однако ещё в ходе постройки, 1 мая 1943 года, был переименован в «Тикондерогу», фактически обменявшись названиями с авианосцем USS Hancock (CV-19), который при закладке был назван «Тикондерога».
Четвёртый корабль США, носивший имя «Тикондерога». Название восходит к форту Тикондерога, который сыграл свою роль в ходе Войны за независимость США.

## Строительство
Заложен 1 февраля 1943 года на верфи Newport News Shipbuilding. Спущен на воду 7 февраля 1944 года.

## Служба
Вступил в строй 8 мая 1944 года. Участвовал в сражениях против Японии на Тихоокеанском театре военных действий, получив 5 боевых звезд.
9 января 1947 года выведен в резерв.
1 октября 1952 года переклассифицирован в CVA-14.
Вновь введен в строй 1 октября 1954 года, после модернизации по проекту SCB-27C.
Модернизирован по проекту SCB-125 (оборудован угловой палубой) и вновь введен в строй в марте 1957 года в качестве ударного авианосца (CVA).
Принимал участие в войне во Вьетнаме (14 апреля 1964 — 15 декабря 1964, 28 сентября 1965-13 мая 1966, 15 октября 1966 — 29 мая 1967, 28 декабря 1967 — 17 августа 1968, 1 февраля 1969 — 18 сентября 1969, 11 марта 1971 — 6 июля 1971, 17 мая 1972 — 29 июля 1972), получив три благодарности в приказе по кораблю, одну благодарность в приказе особо отличившейся части и 12 боевых звезд.
В 1969—1970 годах прошел переоборудование, и 21 октября 1969 года переклассифицирован в противолодочный авианосец (CVS).

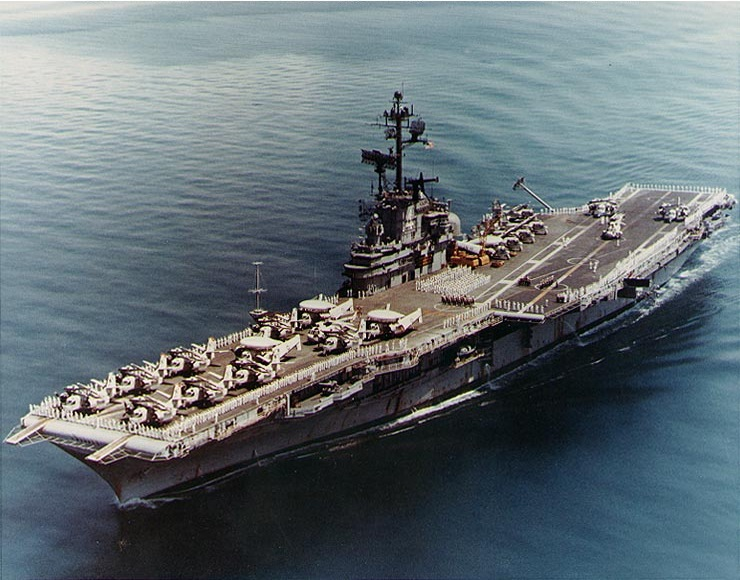

Участвовал в операциях по поиску и доставке в США экипажей приводнившихся в Тихом океане космических кораблей «Аполлон-16» (27 апреля 1972 года), «Аполлон-17» (19 декабря 1972 года) и «Скайлэб-2» (22 июня 1973 года).
1 сентября 1973 года выведен из боевого состава флота.
Списан 16 ноября 1973 года, и 15 августа 1974 года продан для разделки на металл.